# Zardana
Zardana (arab. زردنا) – miejscowość w Syrii, w muhafazie Idlib. W 2004 roku liczyła 5769 mieszkańców.